# Zip (aerolínea)
Zip era una aerolínea de low cost canadiense con sede en el Aeropuerto Internacional de Calgary, en Calgary, Alberta. Fue lanzada por Air Canada como una subsidiaria sin lujos en septiembre de 2002. Operaba una flota de 12 aviones Boeing 737, cada uno pintado en un brillante color neón (azul, rojo, verde y naranja) con una única clase de servicio.  La subsidiaria estaba dirigida por el ex director ejecutivo de WestJet, Steve Smith. Como competencia directa de WestJet, la aerolínea de bajo costo líder en Canadá, Zip voló principalmente entre las ciudades occidentales de Abbotsford, Calgary, Edmonton, Vancouver, Saskatoon, Regina y Winnipeg.
Zip cesó sus operaciones en septiembre de 2004 cuando Air Canada reanudó un horario completo en sus rutas occidentales.

## Publicidad
Zip era conocido por marcar su publicidad con palabras de 3 caracteres. Entre ellos, "yuk" se imprimió en las bolsas de mareo, "bag" se imprimió en las etiquetas de equipaje personal, y "yum" se imprimió en las servilletas distribuidas con bebidas a bordo.  En muchas ciudades se colocaron anuncios impresos de gran tamaño, que simplemente decían "fly" y el sitio web de la empresa (4321zip.com).  
Hoy, el sitio web redirige al sitio web oficial de Air Canada, junto con los sitios web de otras subsidiarias.

## Destinos
Zip servía los siguen destinos antes de desaparecer:
| Ciudad    | Aeropuerto                                                | Notas |
| --------- | --------------------------------------------------------- | ----- |
| Calgary   | Aeropuerto Internacional de Calgary                       | Sede  |
| Edmonton  | Aeropuerto Internacional de Edmonton                      |       |
| Montreal  | Aeropuerto Internacional Pierre Elliott Trudeau           |       |
| Ottawa    | Aeropuerto Internacional Macdonald-Cartier                |       |
| Regina    | Aeropuerto Internacional de Regina                        |       |
| Saskatoon | Aeropuerto Internacional de Saskatoon-John G. Diefenbaker |       |
| Vancouver | Aeropuerto Internacional de Vancouver                     |       |
| Victoria  | Aeropuerto Internacional de Victoria                      |       |
| Winnipeg  | Aeropuerto Internacional James Armstrong Richardson       |       |

## Flota

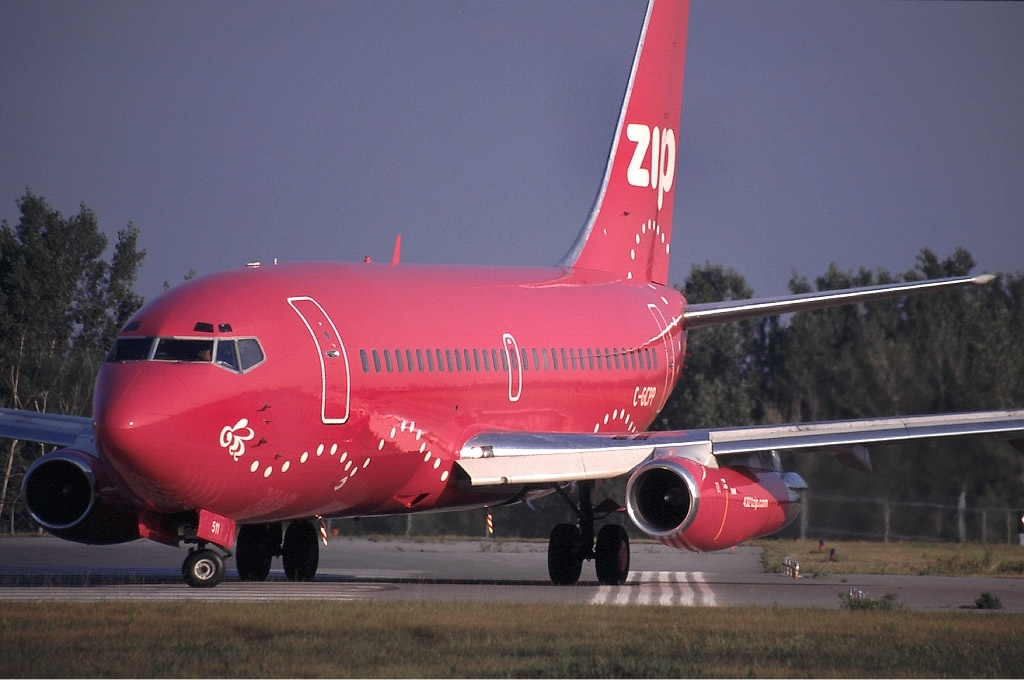
Boeing 737-200 de Zip en la librea roja

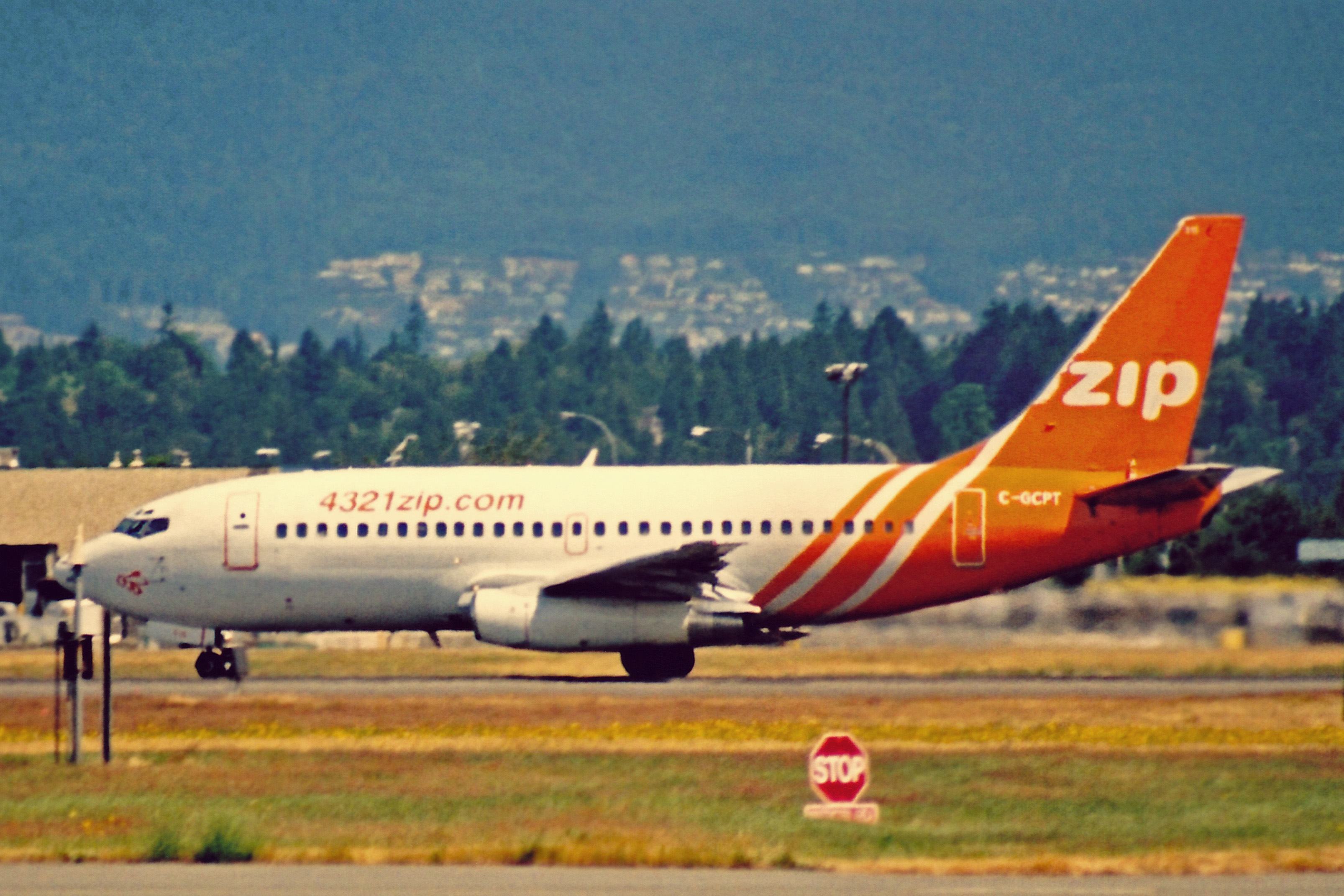
Boeing 737-200 de Zip con la librea nueva, con cola naranja

La flota de Zip consistía de estas aeronaves (todas obtenidas de Air Canada):

### Librea

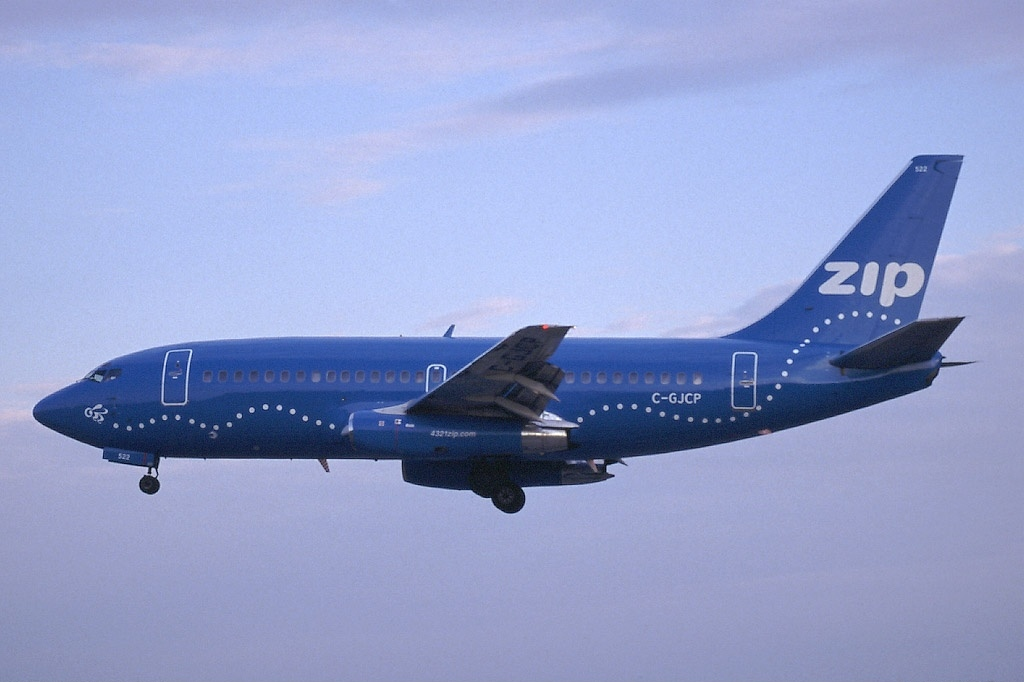
Boeing 737-200 de Zip en la librea azul

Los aviones de Zip estaban pintados con colores neón brillantes en el fuselaje, la cola y los motores.  Específicamente, se pintaron los colores azul, rojo, verde y naranja.
El fuselaje estaba pintado con el color del avión, a excepción de la silueta blanca de una abeja, con puntos blancos detrás.  Estos puntos se extendían desde la parte trasera del fuselaje, hasta la cola del avión, donde estaba pintado el logo de Zip.  En los motores, el sitio web de Zip, 4321zip.com, estaba impreso en blanco.

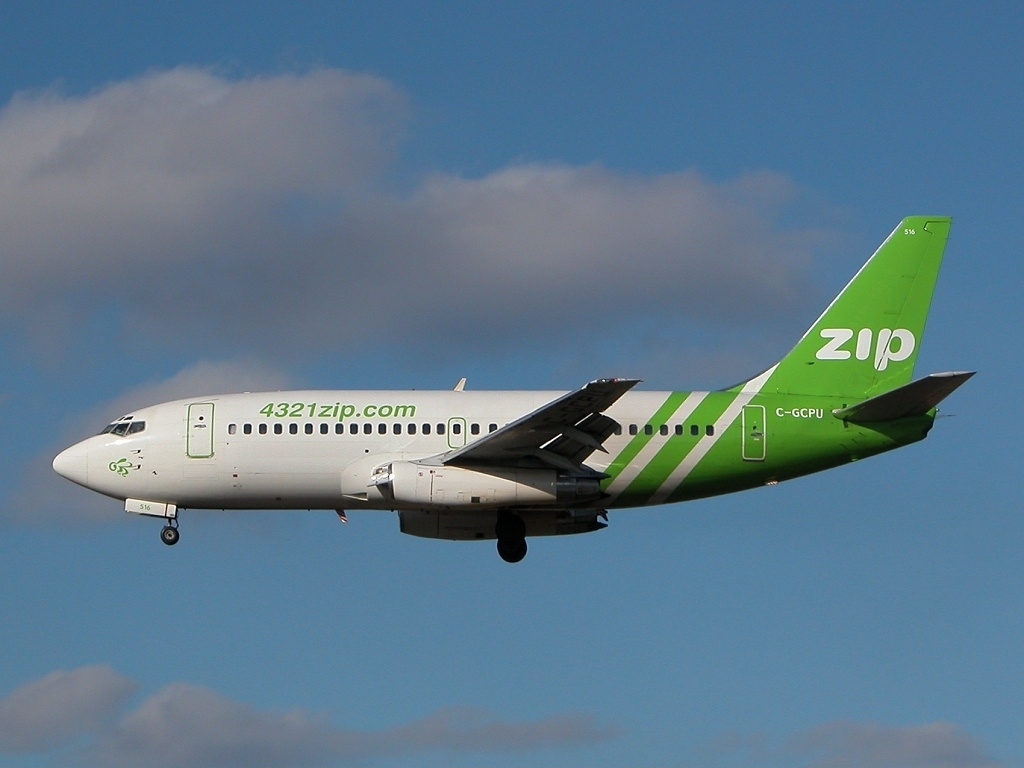
Boeing 737 de Zip llevando los colores nuevos

Hacia el final de la aerolínea, algunos aviones fueron pintados con una librea diferente.  El fuselaje principal era blanco, con una pequeña abeja en el costado del morro.  El sitio web 4321zip.com también se imprimió en el fuselaje.  La cola seccionada conservaba el mismo logo pero con rayas en la espalda.  Estos también estaban en los colores originales de azul, fucsia, naranja y verde.
Un avión estaba pintado con una librea especial de Navidad con una nariz roja, una sonrisa debajo de la nariz y una gran bufanda a rayas rojas y blancas que se extendía por el fuselaje.
- Datos: Q10863656
- Multimedia: Zip (airline) / Q10863656